# Conus jonsingletoni
Espèce
Conus jonsingletoni est une espèce de mollusques gastéropodes marins de la famille des Conidae.
Comme toutes les espèces du genre Conus, ces escargots sont prédateurs et venimeux. Ils sont capables de « piquer » les humains et doivent donc être manipulés avec précaution, voire pas du tout.

## Taxonomie

### Publication originale
L'espèce Conus jonsingletoni a été décrite pour la première fois en 2019 par le malacologiste australien Hugh Morrison dans la publication intitulée « Conchylia »,.